# Attheyella (Canthosella) mervini
Attheyella (Canthosella) mervini is een eenoogkreeftjessoort uit de familie van de Canthocamptidae. De wetenschappelijke naam van de soort is voor het eerst geldig gepubliceerd in 1996 door Janetzky, Martinez Arbizu & Reid.